# チャシャ・ガフナー
チャシャ・ガフナー（英語: Tjasha Gafner、1999年11月2日 - ）は、スイスのハープ奏者。

## 来歴
写真家の父とピアニストの母の間に生まれる。妹にヴィオラ奏者のミラ・ガフナーがいる。
5歳でヴァイオリンを始め、7歳頃からハープを始める。
プーリー (fr)でジュリー・シクレ (Julie Sicre)からレッスンを受けた後、バーゼル市の音楽アカデミーでマハリア・ケルツ (Mahalia Kelz) の生徒となり、10歳でインターラーケンでオーケストラと初のコンサートを行った。2012年からローザンヌ高等音楽院で音楽の勉強を続け、レティシア・ベルモンド (Letizia Belmondo) のもとでハープ・ソリストの修士号を取得し、その後ニューヨークのジュリアード音楽院でナンシー・アレン(en)のクラスに入学した。

## 受賞歴
- 11歳でリリー・ラスキン・トリエンナーレ国際ハープコンクールで第2位。
- 2012年 フェリックス・ゴデフロイド国際ハープコンクール
- 2014年 ブリオスコのスオーニ・ダルパで第1位を受賞。
- 2016年 フォンテーヌブローのマルティーヌ・ジェリオ国際コンクール、ジュラコンクール
- 2017年 レンツォ・ジュベルジャ賞
- 2021年 レナーズ奨学金
- 2022年 レ・メディアフランス語圏若手ソリスト賞を受賞。[1]
- 2023年 ミュンヘン国際音楽コンクール 1st prize and audience prize[2]

## ディスク
- Helena Macherel & Tjasha Gafner, Dances for Flute and Harp, Orpheus Classical, octobre 2021[3]